# Pimelodus albicans
El bagre blanco o moncholo (Pimelodus albicans) es una especie de pez de la familia Pimelodidae. Se halla en la cuenca del río Paraná. Es endémico de la Cuenca del Río de la Plata.
El bagre blanco o moncholo (Pimelodus albicans), También se encuentra en lagunas de Colombia, donde se utiliza un método de pesca donde se llama la atención de pez.

## Nombre común
- Bagre blanco, mandí guazú, mandí morotí, moncholo blanco o simplemente moncholo.

## Descripción
Es de color gris oscuro,  es común en el fondo metido en el sustrato. Se lo encuentra en todo sitio del río Paraná, Colombia y partes del río Paraguay, en cualquier profundidad.  Mide hasta 6 dm (SL macho) y pesa hasta 2 kg, vive en ambientes bentopelágicos, en agua dulce, y clima  subtropical.